# روما الثالثة

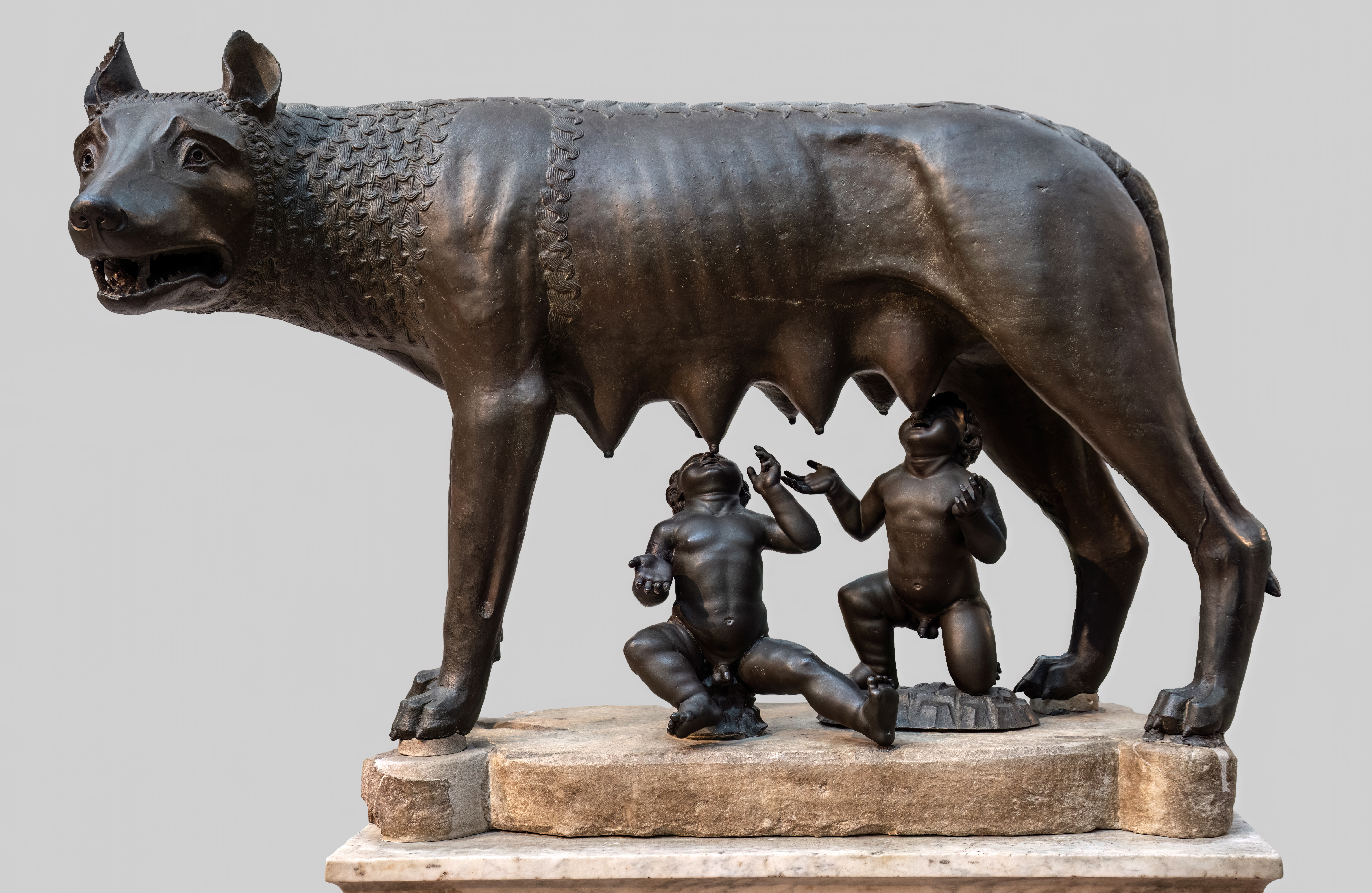
ذئبة مع روملس ورومس، الشعار الأصلي لروما، لا تزال موجودة في روما موسيليني الثالثة

روما الثالثة كانت الفكرة القائمة على أن هنالك مدينة، أو ولاية، أو دولة تخلف تراث روما القديمة («روما الأولى»). مفهموم روما الثانية هو أمرٌ متنازع عليه وفقاً لوجهات نظر مختلفة، سواءاً كان بربطها بالإمبراطورية البيزنطية (المعروفة أيضاً «الإمبراطورية الرومانية الشرقية») أي أن القسطنطينية كانت «روما الثانية»، أو بربطها بالإمبراطورية الرومانية الغربية من خلال وجود خلفاء ادعوا ذلك مثل الدولة البابوية أو الإمبراطورية الرومانية.

## خلفاء بيزنطة

شعار النبالة للإمبراطورية الروسية ذو العقاب ذو الرأسين، ارتبط سابقاً بالإمبراطورية البيزنطية.

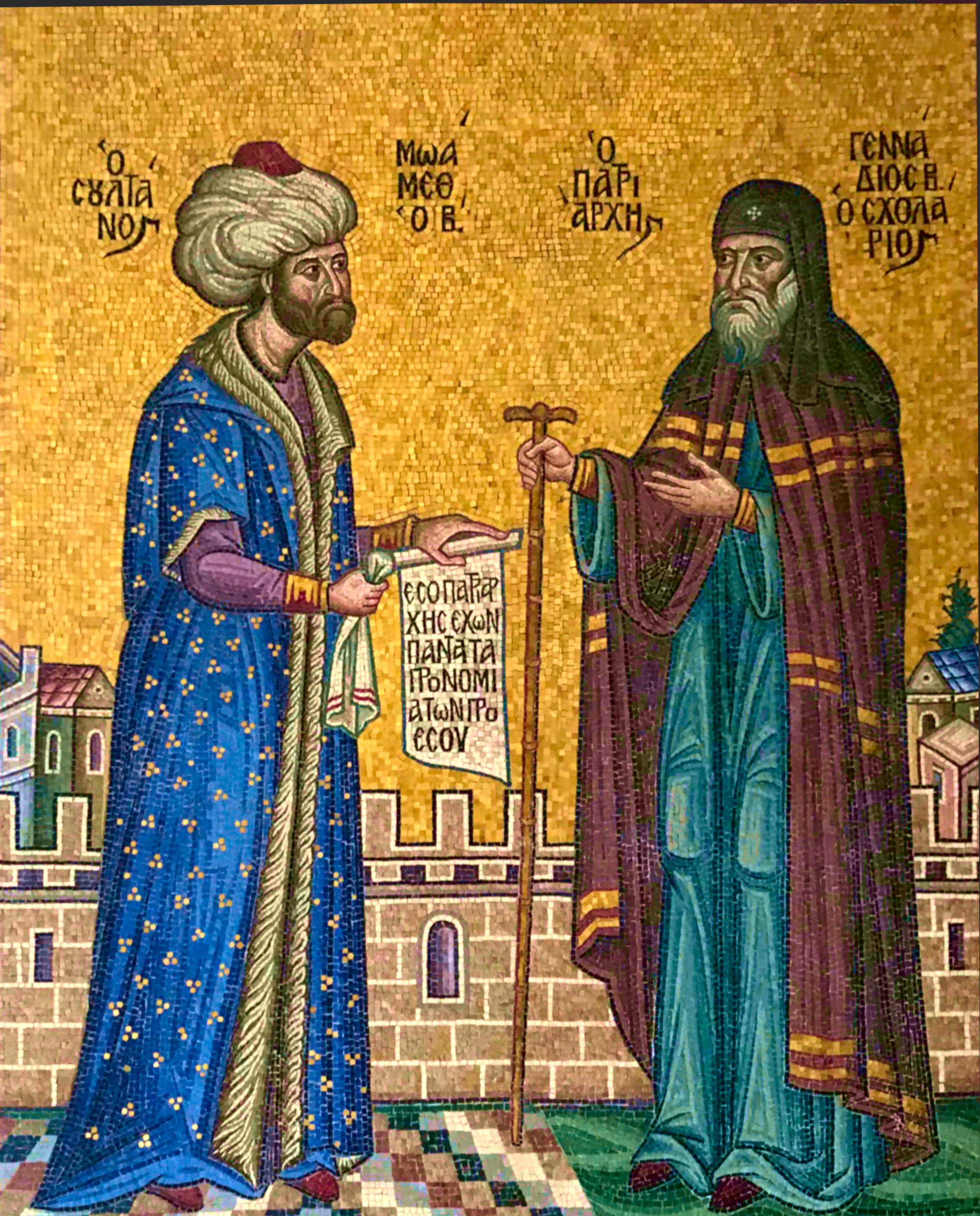
السطان محمد الفاتح مع البطريريك جيناديوس الثاني مصوران بالفسيفساء، يعود هذا العمل إلى القرن 18.

### الإدعاءات الروسية
بعد سقوط ترنوفو بيد العثمانيين في 1393، عدد من رجال الدين البلغاريين وجدوا ملجأً في الأراضي الروسية ونقلوا فكرة روما الثالثة هناك، والتي في نهاية المطاف عادت إلى الظهور في تفير خلال عهد بوريس تفير، عندما قام راهب تفير فوما (توماس) بكتابة في مديح التقي الأمير الكبير بوريس ألكسندروفيتش في 1453.
خلال عقود بعد فتح القسطنطينية بيد محمد الفاتح العثماني في 29 أيار 1453، بعض الأروذكسيين الشرقيين كانوا يرشحون موسكو لتكون «روما الثالثة»، أو «روما الجديدة». بدأت بوادر هذا الشعور خلال حكم إيفان الثالث الذي تزوج صوفيا باليولوغ. صوفيا ابنة أخ قسطنطين الحادي عشر آخر إمبراطور بيزنطي. وفقاً لقواعد وأحكام التوريث المتبعة من معظم الملكيات الأوروبية، استطاع إيفان أن يدعي هو ونسله أنهم ورثة الإمبراطورية الساقطة؛ ولكن التقاليد الرومانية لم يسبق لها أن عرفت التوريث التلقائي للمنصب الإمبراطوري. كان هنالك ادعاء أكبر مبني على الدين. الإيمان الأرثوذكسي كان مركزياً للمفاهيم البيزنطية في هويتهم وهو الذي ميزهم عن «البرابرة». فلاديمير العظيم قام بتحويل ديانة روس الكييفية إلى الأرثوذكسية في 988، في مقابل ذلك أصبح أول بربري يتخذ أميرة إمبراطورية (ملكية) كزوجة له قبل أي وقت مضى.
تبلورت فكرة أن موسكوفي وريثة روما برسالة مدح التي كتبها راهب بسكوف الروسي فيلوثيوس (فيلوفي) إلى ابنهم الدوق الكبير فاسيلي الثالث في 1510، والذي أعلن أن «لقد سقطت روميتان. الثالثة قائمة. ولن يكون هنالك رابعة. لن يستطيع أحد أن يستبدل تساريتك (حكمك أو ملكك) النصرانية!» وعلى عكس سوء الفهم الشائع، فإن فيلوفي يعرف بوضوح أن روما الثالثة هي موسكوفي (الدولة) بدلاً من موسكو (المدينة)، بالرغم من أن مصطلح «موسكوفي» اعتبر مرادفاً للأراضي الروسية آنذاك. وبشكل خاص بعض، الشيء فإن موسكو بُنيت على سبع جبال مثل روما والقسطنطينية.

### الإدعاءات العُثمانية
بعد فتح القسطنطينية في عام 1453م، أعلن محمد الفاتح نفسه بأنه قيصر الروم. قوبل مطلبه بالاعتراف من قبل بطريريك القسطنطينية الأرثوذكسي، ولم يعترف به من قبل أوروبا الغربية الرومانية الكاثوليكية. تم تنصيب جيناديوس (جورجيوس سكولاريوس) - العدو اللدود للغرب - بطريريك القسطنطينية مع جميع المظاهر الاحتفالية البيزنطية من قبل محمد الفاتح نفسه بوصفه الإمبراطور الروماني وبالمقابل فقد اعترف جيناديوس بمحمد الفاتح كوريث للعرش. ترسخ مطلب محمد الفاتح بمفهوم أن القسطنطينية كانت مقر الإمبراطورية الرومانية، بعد نقل عاصمتها إلى القسطنطينية في 330م وسقوط الإمبراطورية الرومانية الغربية. لدى محمد الفاتح صلة دم مع العائلة الإمبراطورية البيزنطية؛ فسلفه السلطان أورخان الأول تزوج أميرة بيزنطية، وربما ادعى محمد الفاتح أنه من نسل جون تزلبس كومنينيوس. خلال تلك الفترة سقطت أيضاً أوترانتو بيد العثمانيين، وكان محمد الفاتح يخطط ليفتح روما نفسها، إلا أنه لم يحدث ذلك بسبب موته المفاجئ. لم يعد يُستخدم اللقب بعد موته؛ ولكن الهيئات الإمبراطورية التي أنشأها محمد الفاتح عاشت لقرونٍ لاحقة.

## وريث للإمبراطورية الرومانية المقدسة

### الإدعاءات الألمانية
زُعم أن الإمبراطورية الكارولنجية سعت بتأنٍ لإحياء الإمبراطورية الرومانية في الغرب. بالعودة إلى القومية الألمانية في وقتٍ مبكر، فإن الإمبراطورية الكارولنجية تحولت إلى الإمبراطورية الرومانية المقدسة كاستمرارٍ للإمبراطورية الرومانية الغربية. في سنة 800م، مُنح لقب الإمبراطور الروماني المقدس (مع أنه يشير إلى الكنيسة الرومانية الكاثوليكية وليس إلى الرومان) إلى شارلمان من قبل البابا ليون الثالث.
بعد تفكك الإمبراطورية الرومانية المقدسة في 1806، سعت الإمبراطورية النمساوية بوضع مطالبات بأنها وريثة الإمبراطورية الرومانية المقدسة بما أن عائلة النمسا الحاكمة آل هابسبورغ حاولت توحيد ألمانيا تحت حكمها. لاحقاً وفي 1871 ادعت الإمبراطورية الألمانية أيضاً أنها روما الثالثة، وذلك من خلال رابطة نسب تعود إلى الإمبراطور الروماني المقدس. كان لقب أباطرة الإمبراطورية الرومانية المقدسة، الإمبراطورية النمساوية والإمبراطورية الألمانية هو Kaiser (قيصر) والذي يعني باللغة الألمانية الإمبراطور.
انتقدت إدعاءات الإمبراطورية الألمانية (1871-1918) بأن تكون «روما الثالثة» وذلك بسبب حقيقة أن الإمبراطورية الألمانية كانت تحكم من حاكمٍ بروتستانتي ولم تقم بأي اتفاق مبرم مع الكنيسة الكاثوليكية (كان ذلك الأساس الرئيسي لاستمرار الثقافة الرومانية في الغرب).

## إيطاليا باعتبارها روما الثالثة
مفهوم «روما الثالثة» في إيطاليا مرتبط بعاصمة مملكة إيطاليا التي أنشئت 1861.

### توحيد إيطاليا
عزز القومي والوطني الإيطالي جوزيبي مازيني فكرة «روما الثالثة». وقال: «بعد روما الأباطرة، بعد روما البابوات، ستكون هنالك روما الشعب»، بالعمل على توحيد إيطاليا وإرساء روما كعاصمة. بعد توحيد إيطاليا في مملكة إيطاليا، كان يشار للدولة على أنها روما الثالثة من الشخصيات الإيطالية.

أكويلا (عُقاب) القابض بمخالبه على فاسيز كان شعاراً شائعاً استخدم في إيطاليا الفاشية.

بعد توحيد إيطاليا، تحدث مازيني عن حاجة إيطاليا باعتبارها روما الثالثة أن يكون لديها طموح إستعماري. قال مازيني بأن «إيطاليا يجب أن تجتاح وتستوطن الأراضي التونسية» بما أنها كانت «المفتاح لمركز البحر الأبيض المتوسط»، وقد عرض بأن إيطاليا لديها الحق بأن تهيمن على البحر الأبيض المتوسط بما أن روما القديمة فعلت ذلك.

### الإمبراطورية الفاشية
في خطابات الزعيم الإيطالي بينيتو موسوليني كان يشير لدولته إيطاليا الفاشية على أنها «روما الثالثة» أو الإمبراطورية الرومانية الجديدة. Terza Roma (روما الثالثة؛ روما الفاشية بعد روما الإمبراطورية وروما البابوية) كان أيضاً اسماً لخطة موسوليني لتوسيع روما نحو أوستيا والبحر. وكان حي يور (EUR) أول خطوة في هذا الاتجاه.

### في الثقافة الشعبية
يظهر مفهوم «روما الثالثة» بشكل كبير في المذكرة الثانية لويتاكر تشامبرز. بالرغم من أنها نشرت بعد وفاته باسم الجمعة الباردة Cold Friday (1964)، كان قد خطط لها أن تكون باسم «روما الثالثة». فصلٌ طويل يدعى «روما الثالثة» يظهر في المذكرة.

## قائمة المراجع
- Chambers، Whittaker (1964). Cold Friday. New York: Random House. مؤرشف من الأصل في 2020-01-26.
- Dmytryshyn, Basil (transl). 1991. Medieval Russia: A Source Book, 850–1700. 259–261. Harcourt Brace Jovanovich. Fort Worth, Texas.
- Poe, Marshall. "Moscow, the Third Rome: the Origins and Transformations of a 'Pivotal Moment'." Jahrbücher für Geschichte Osteuropas (2001) (In Russian: "Izobretenie kontseptsii "Moskva—Tretii Rim". Ab Imperio. Teoriia i istoriia natsional'nostei i natsionalizma v postsovetskom prostranstve 1: 2 (2000), 61–86.)
- Martin, Janet. 1995. Medieval Russia: 980-1584. 293. مطبعة جامعة كامبريدج. Cambridge, UK.
- Stremooukhoff, Dimitri (January 1953). "Moscow The Third Rome: Sources of the Doctrine". Speculum. 84–101.